# Hans Grieger
Hans Grieger (* 17. September 1941 in Bogendorf in Schlesien; † 1998) war ein deutscher Fußballspieler.

## Karriere
Der relativ kleine Stürmer, der überall nur „Hansi“ genannt wurde, begann seine Karriere beim SV Netphen im Siegerland, wo seine Familie nach der Vertreibung aus Schlesien 1946 ein neues zu Hause fand. Von dort wurde er im Frühjahr 1965 in die deutsche Fußballnationalmannschaft der Amateure berufen und absolvierte in Heilbronn ein Länderspiel als Linksaußen gegen Italien (0:1).
Im Sommer 1965 verließ er den SV Netphen. Er war sich praktisch schon einig mit Borussia Dortmund, doch der völlig überraschende Wechsel des Schalkers „Stan“ Libuda zum BVB machte seine Chancen beim Bundesligisten zunichte.
Grieger ging zum VfL Bochum, für den er von 1965 bis 1971 in der damals zweitklassigen Regionalliga West kickte. Dort bestach er neben seinen stürmerischen Qualitäten insbesondere als Stimmungsmacher. 1986 berichtete das vereinsinterne „VfL-Magazin“: „Der Mann galt als regelrechte Stimmungskanone. Wenn Hansi Grieger zu seinen Flügelläufen ansetzte, dann geriet das ehrwürdige Stadion an der Castroper Straße außer Rand und Band, und wenn er in vorgerückter Stunde im Vereinslokal ‚Haus Frein‘ die Trompete blies, blieb kein Auge trocken. Der blonde Stürmer aus dem Siegerland schrieb ein Stück VfL-Geschichte.“
Eine schwere Verletzung beendete 1971 seine Karriere in Bochum, jedoch nicht seine fußballerische Laufbahn. Diese setzte er 1971/72 beim Siegerländer Regionalliga-Aufsteiger VfL Klafeld-Geisweid 08 fort, für die er bis in die 1980er Jahre aktiv war.
Seine größten Erfolge als Spieler mit dem VfL Bochum waren das Erreichen des DFB-Pokalfinale 1968 sowie die Meisterschaft in der Regionalliga West 1970. In der anschließenden Aufstiegsrunde zur Bundesliga scheiterte man jedoch – trotz eines 4:0-Erfolges am 6. Juni 1970 gegen den VfL Wolfsburg, zu dem Grieger zwei Treffer beisteuerte. Die beiden anderen Tore erzielte Hans Walitza. Erst 1971 schaffte dann das Team unter Trainer Hermann Eppenhoff nach der zweiten Westmeisterschaft in Folge durch eine souveräne Aufstiegsrunde mit sieben Siegen aus acht Spielen den Sprung in die Bundesliga.
Grieger starb im Alter von 57 Jahren nach einem schweren Schlaganfall.